# 후나이 종합 연구소
후나이 종합 연구소는 일본 최대 컨설팅 회사로써 오사카후오사카시중앙구에 본사가 있으며 경영종합컨설팅의 업무를 담당하고 있다.
창업자는 후나이 유키오(船井幸雄).2000년에 3대째사장의 코야마 마사히코(小山政彦)가 취임. 2005년에 도교증권1부에상장.2010년3월에 4대사장의 타카시마 에이(高嶋栄)가 취임하였다.
연간 클라이언트 기업수는 약5000사.클라이언트 기업의 속성은 BtoC비즈니스부터 BtoB비즈니스까지 폭넓게 컨설팅하고 있으며 식품,음료,의류,주택,건설,부동산,도・소매,제조・유통・판매 서비스, 인터넷 웹서비스 등 구체적인 업종・업무・분야를 나눠서 구분하면 약 100가지 분야가 된다. 현재 일본은 BtoC비즈니스에서 서비스업을 생업으로 하는 기업의 비율이 높다.
경영컨설팅의 내용은 프로젝트에 의한 제안뿐만아니라 매일 실행・실천항목(Acion Plan)을 제안해서 매월방문을 통한 기업경영과시스템의 전반적인 관리・수정제안하는"월차지원"으로 불리는 독자적인 컨설팅스타일이 후나이종합연구소의 강점이라고 할 수 있다.